# En tu día
«En tu día» es una canción grabada por la banda mexicana de rock contemporáneo Enjambre. La canción fue escrita por los cinco miembros de la banda —Rafael, Javier, Ángel, Julián y Luis— y producida por el británico Phil Vinall.
Fue lanzada a través de EMI Music, el 26 de enero de 2017 como el primer sencillo de su sexto álbum de estudio Imperfecto extraño.

## Video musical
El vídeo musical oficial de «En tu día» fue lanzado en enero de 2017 en la plataforma digital YouTube. El videoclip ha recibido más de 5 millones de vistas desde su publicación.

## Lista de canciones

### Descarga digital
| En tu día — Sencillo |             |          |  |
| N.º                  | Título      | Duración |  |
| 1.                   | «En tu día» | 3:12     |  |